# أولاد سيدي بوقفة (أولاد اعكيل)
أولاد سيدي بوقفة هو دُوَّار يقع بجماعة سكورة الحدرة، إقليم الرحامنة، جهة مراكش آسفي في المملكة المغربية. ينتمي الدوّار لمشيخة أولاد اعكيل التي تضم 8 دواوير. يقدر عدد سكانه بـ 582 نسمة حسب الإحصاء الرسمي للسكان والسكنى لسنة 2004.

## روابط خارجية
- البوابة الوطنية للجماعات الترابية
- المندوبية السامية للتخطيط